# Klasztor Najświętszej Marii Panny w Sajdnai

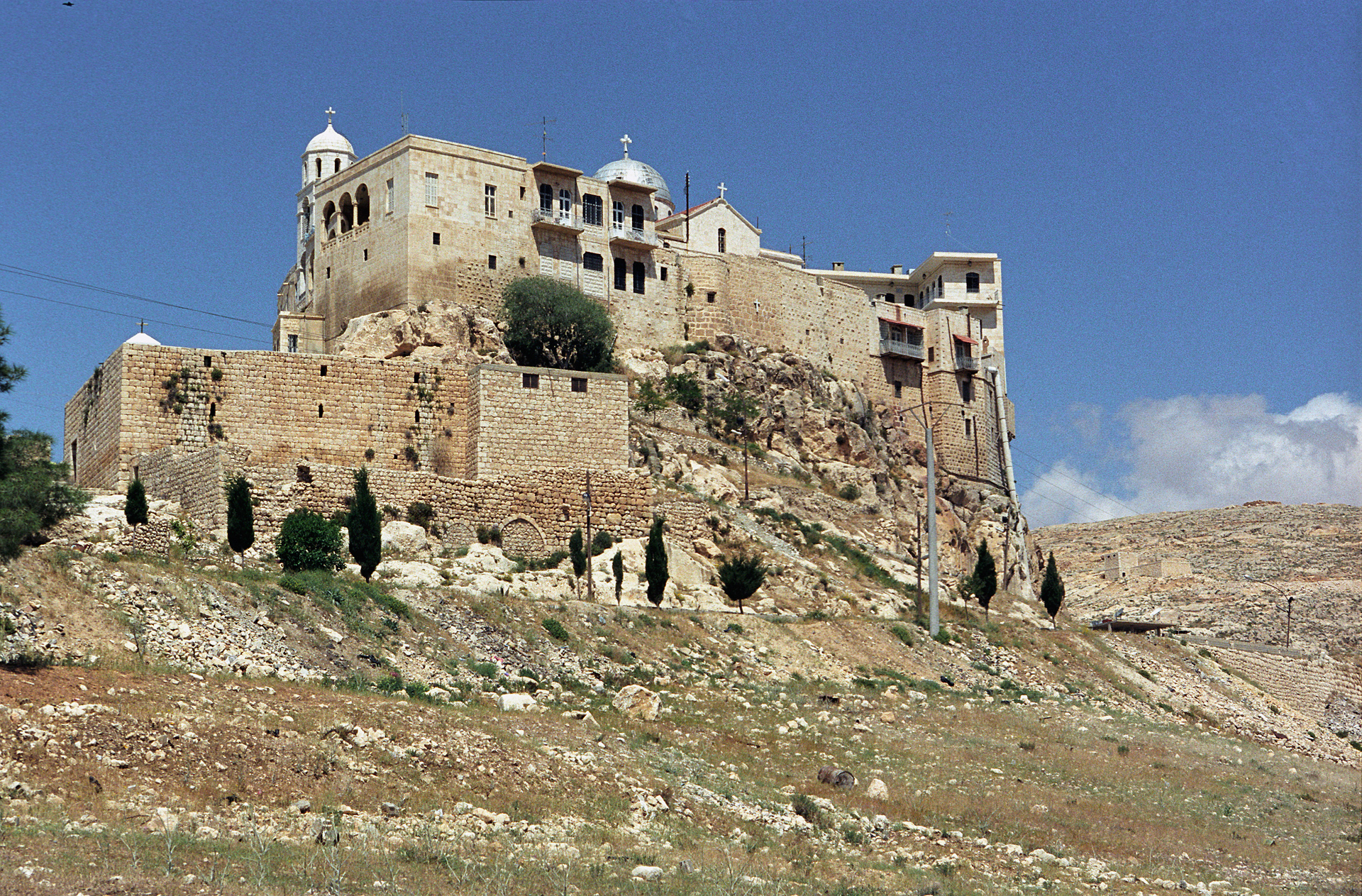
Klasztor Najświętszej Marii Panny w Sajdnai

Klasztor Najświętszej Marii Panny w Sajdnai, w Syrii, został założony przez bizantyjskiego cesarza Justyniana I w VI wieku.

## Historia

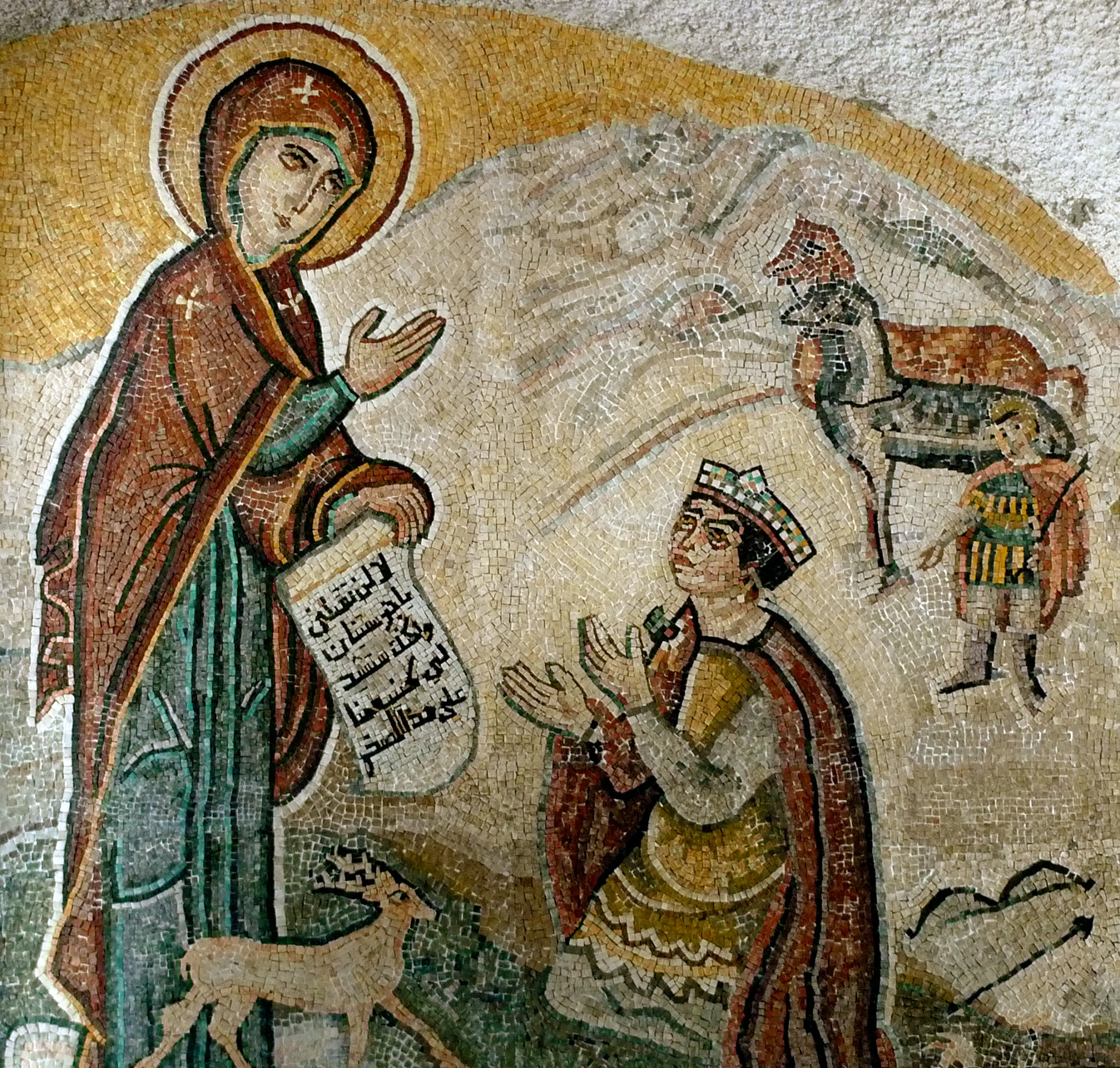
Mozaika z objawieniem się Matki Bożej cesarzowi Justynianowi

Klasztor został założony w szóstym wieku przez cesarza bizantyjskiego Justyniana I, któremu Dziewica objawiła się jako gazela.
Klasztor nazwano „Notre Dame de Sardenaye” w kronikach krucjat.

## Kościół
Okazała, zwieńczona trzema kopułami świątynia wyposażona została w rzeźbiony drewniany ikonostas.